# إكونكا (إمي مقورن)
إكونكا هي إحدى مشيخات المملكة المغربية، تتبع جغرافيا لإقليم شتوكة آيت باها وإداريًا لإمي مقورن. يقدر عدد سكانها بـ 7114 نسمة حسب الإحصاء الرسمي للسكان والسكنى لسنة 2004.